# 체리 글레이저
체리 글레이저(Cherry Glazerr)는 미국의 록 밴드이다. 2013년 캘리포니아주 로스앤젤레스에서 결성되었다.

## 음반 목록

### 정규 음반
- Haxel Princess (2014)
- Apocalipstick (2017)
- Stuffed & Ready (2019)

### EP
- Papa Cremps (2013)
- Had Ten Dollaz (2014)